# Sebastián Herrera Barnuevo
Pour les articles homonymes, voir Herrera.
Sebastián Herrera Barnuevo, baptisé à Madrid le 4 mai 1619 et décédé dans la même ville le 29 mars 1671, est un architecte, sculpteur et peintre baroque espagnol.

## Biographie
Né à Madrid, il reçoit ses premières leçons de son père, le sculpteur Antonio de Herrera (es). À 19 ans il entre dans l'atelier d'Alonso Cano, l'artiste de référence de Grenade.
Sous la tutelle du maître, il réalise ses premiers travaux, des croquis et des décorations pour l'entrée dans la capitale de Marie-Anne d'Autriche en 1649, où apparaissent ses grands dons et comme dessinateur et peintre. À partir de cette époque, il travaille pour son compte et il est introduit dans le monde de l'architecture avec un travail sur l'autel de la chapelle du Christ dans l'église de San Ginés (es) (1657), tout en collaborant à la construction de la chapelle de San Isidro de l'église de San Andrés à Madrid.
Son expertise va croissant et avec elle le nombre de commandes, comme la nouvelle conception baroque des jardins et fontaines du palais royal d'Aranjuez (1660), qui lui vaut d'être nommé Ayuda de Furriera de la maison royale, et plus important encore, de premier majordome des œuvres royales de José de Villarreal (es) en 1662. . Son activité dans la construction ne s'arrête pas et il continue à créer des monuments, des peintures et des décorations, comme le tumulus funéraire pour honorer la mort de Philippe IV en 1665.
En 1667 il obtient d'être nommé peintre de cour du roi Charles II, après le décès de Juan Bautista Martínez del Mazo, grâce à ses excellents portraits, et reçoit la responsabilité d'élaborer ce qui sera son œuvre architecturale la plus importante, l'église Notre-Dame de Montserrat (es) dans la calle de San Bernardo (es) à Madrid.
En 1671, il est nommé conservateur de l'Escurial, ce qui informe de l'importance de sa carrière à la cour, comme l'a été Velázquez.
Enfin, cette même année 1671, quelques mois avant sa mort, il est nommé directeur de projet pour la construction du nouveau pont de Tolède (es).
Peu d'œuvres de cet artiste multidisciplinaire nous sont parvenues car la plupart ont été perdues dans les pillages, les incendies, les guerres et les confiscations. Plusieurs retables conçus par lui sont conservés dans l'église de Carmen Calzado de Madrid (es) et l'un de ses meilleurs tableaux, La Sainte famille, conservé dans l'église collégiale Saint-Isidore de Madrid de la même ville.